# Bendorf (Holstein)
Pour les articles homonymes, voir Bendorf.
Bendorf est une commune allemande du Schleswig-Holstein, située dans l'arrondissement de Rendsburg-Eckernförde (Kreis Rendsburg-Eckernförde), à 21 kilomètres au nord-ouest de la ville d'Itzehoe. Bendorf est l'une des 30 communes de l'Amt Mittelholstein (« Moyen-Holstein ») dont le siège est à Hohenwestedt.